# Deep Space 2
Deep Space 2 van consistir en dues micro-sondes dissenyades per penetrar en el pol sud de Mart i obtenir informació. Aquestes sondes foren transportades pel Mars Polar Lander el gener de 1999 però van fallar la seva missió i mai es van rebre els seus senyals.

## Mapa interactiu de Mart
El següent mapa d'imatge del planeta Mart conté enllaços interns a característiques geogràfiques destacant les ubicacions de Rovers i mòduls de descens. Feu clic en les característiques i us enllaçarà a les pàgines dels articles corresponents. El nord està a la part superior; les elevacions: vermell (més alt), groc (zero), blau (més baix).